# Кораловий острів

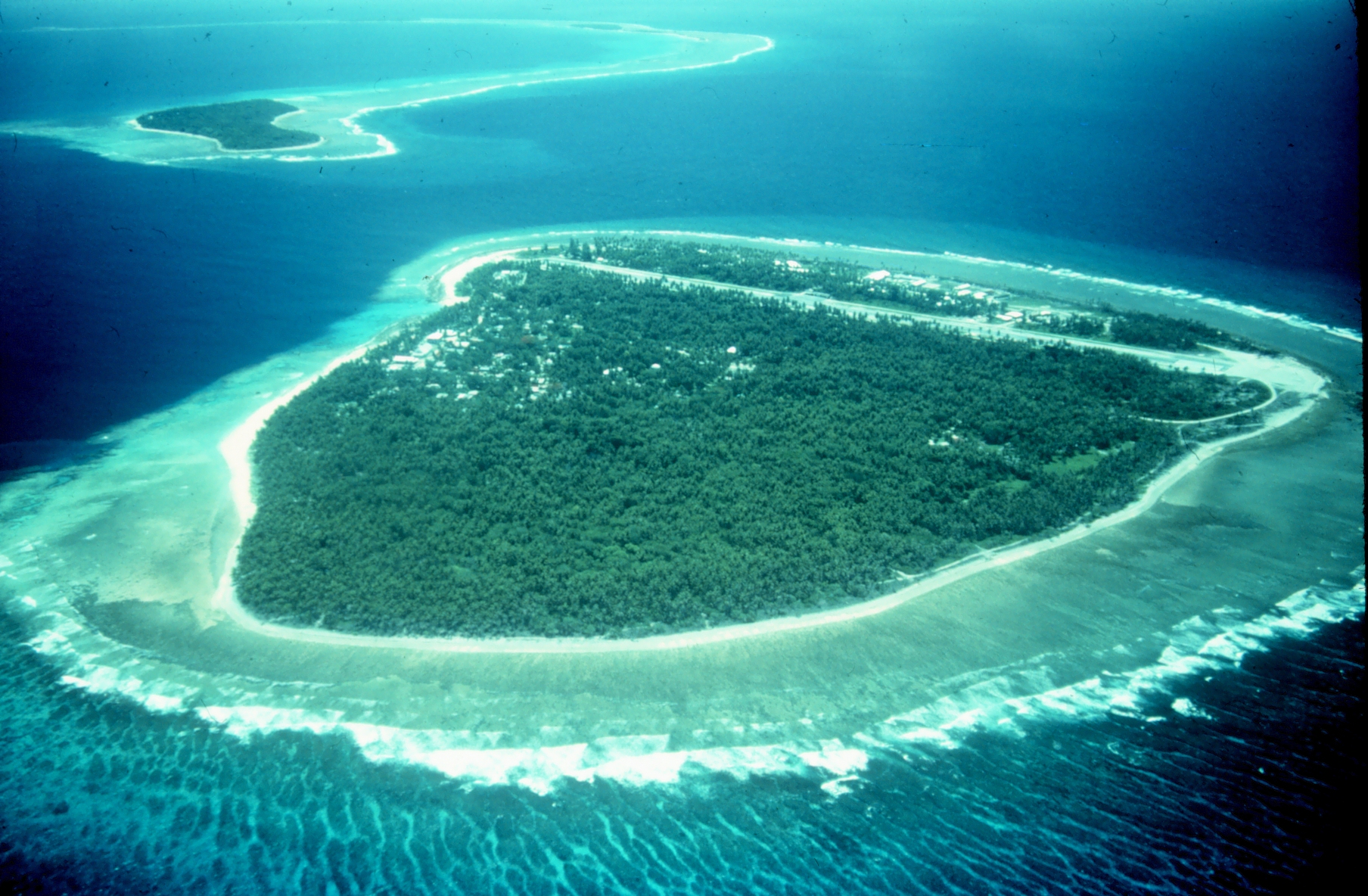
Один із коралових островів атолу Яп

Кораловий острів — острів, який утворюється в результаті життєдіяльності коралів в океанах і морях тропічного поясу. Кораловий острів у вигляді суцільного або розірваного кільця називають атолом. Наприклад, Мальдівські острови були утворені за допомогою коралових поліпів, тобто мають коралове походження.

## Формування
Острови розвиваються із коралових рифів за допомогою двох процесів: підняття і розростання.
Під час підняття, коралові рифи піднімаються над рівнем моря через рухи в океанічній корі, а під час розростання збільшуються у розмірах.